# Gaiazoo
Koordinaten: 50° 52′ 9″ N, 6° 2′ 54″ O
Der Gaiazoo (Eigenschreibweise: GaiaZOO, bis 2010 GaiaPark) ist ein Tierpark, der in Kerkrade im Südosten der niederländischen Provinz Limburg nahe der deutschen Grenze bei Aachen liegt.
Die offizielle Eröffnung des Parks war am 1. Juli 2005. Damit ist der Gaiazoo einer der wenigen erst im 21. Jahrhundert gebauten Tierparks Europas. Auf der Basis des Konzeptes des Affenparks Apenheul in Apeldoorn errichtet, widmet sich der circa 25 ha große Park dem sogenannten Gaia-Gedanken. Somit betrachtet der Besucher die im Park vorgestellten Lebensräume als ein Ganzes (Tier, Landschaft und Mensch).

## Daten und Fakten
Die Baukosten des Projektes betrugen circa 20 Millionen Euro, Träger des Parks sind bis heute die Gemeinde Kerkrade, die Stichting Apenheul und weitere Privateigner.
Weiter beschäftigt der Gaiazoo rund 50 Festangestellte und 120 Aushilfen zur Hauptsaison.
Der Gaiazoo zeigt fast 160 Tierarten (davon sind 27 in einem EEP-Programm) aus den drei großen Bereichen Europa, Afrika und Amerika. Darüber hinaus beschäftigt sich der Park mit der Urzeit in einem weiteren, eigenen Bereich.

## Limburg
Der Bereich Limburg beinhaltet vor allem Bauernhoftiere, enthält aber auch Kleine Pandas und den DinoDome.
Tiere:
- Altholländisches Mövchen
- Europäischer Laubfrosch
- Feldhamster
- Feuersalamander
- Hausgans
- Hauskaninchen
- Hausmaus
- Hausmeerschweinchen
- Hausschwein
- Hausziege
- Honigbiene
- Kleiner Panda
- Lakenvelder Rind
- Mergelland-Huhn
- Shetlandpony
- Türkentaube
- Zwergesel

## Taiga

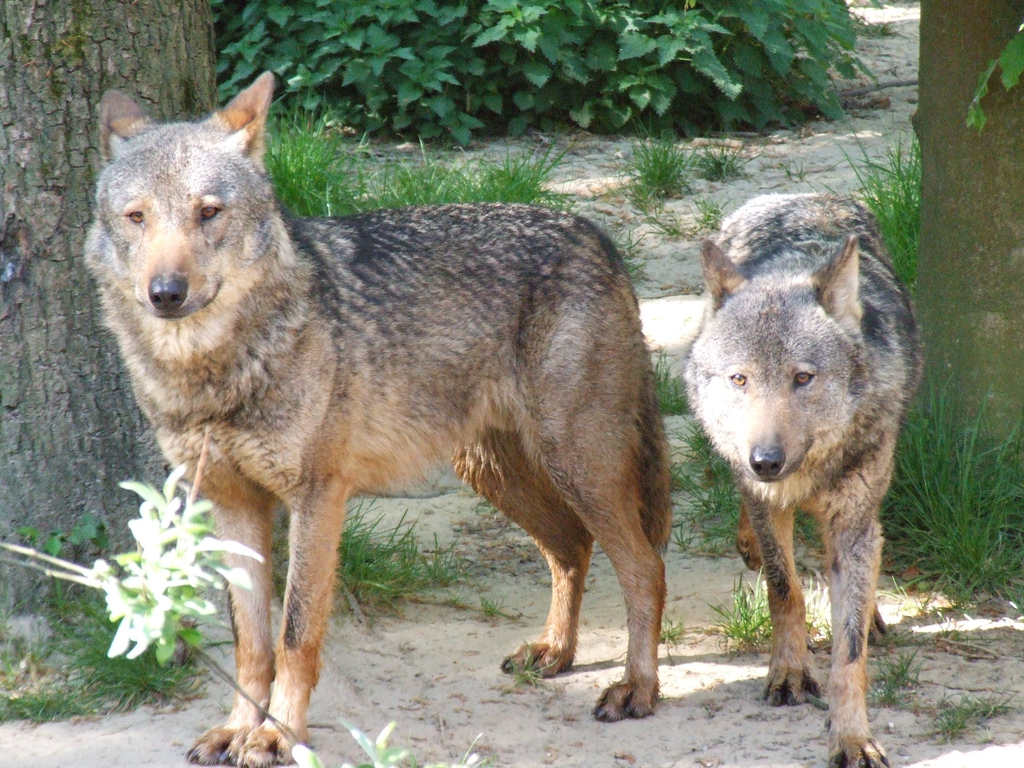
Iberische Wölfe (Canis lupus signatus) im Gaiazoo

Im Bereich Taiga sind zum einen bekannte Wildtiere der nordamerikanischen Fauna, zum anderen Tiere aus der Taiga Nordeuropas und den zentralasiatischen Steppen beheimatet. Daneben leben in einem Aquarium neben den Bibern zahlreiche paläarktische Süßwasserfischarten und neben den Wölfen gibt es eine Voliere (Fremde Vögel Voliere) mit Papageien, Enten und Schildkröten, die von Besuchern betreten werden kann. Eine zweite Voliere befindet sich neben dem Trampeltiergehege.
Tiere:
- Alexandersittich (Fremde Vögel Voliere)
- Blauelster
- Blauracke
- Brandente
- Brautente (Fremde Vögel Voliere)
- Dreistachliger Stichling
- Edelkrebs
- Eurasischer Luchs
- Europäischer Biber
- Europäischer Kranich
- Europäischer Nerz
- Europäischer Fischotter
- Griechische Landschildkröte (Fremde Vögel Voliere)
- Halsbandsittich (Fremde Vögel Voliere)
- Heiliger Ibis (Fremde Vögel Voliere)
- Iberischer Wolf
- Jungfernkranich
- Kaulbarsch
- Löffelente
- Mandarinente (Fremde Vögel Voliere)
- Mönchssittich (Fremde Vögel Voliere)
- Moschusochse
- Przewalski-Pferd
- Rentier
- Rötelfalke
- Rotfeder
- Rothalsgans
- Rotwangen-Schmuckschildkröte (Fremde Vögel Voliere)
- Russischer Stör
- Schleie
- Schwanengans (Fremde Vogel Voliere)
- Schwarzkopf-Ruderente
- Spiegelkarpfen
- Streifenskunk
- Trampeltier
- Triel
- Vielfraß
- Waschbär
- Weißstorch
- Wiedehopf
- Zebrafink (Fremde Vögel Voliere)

## Rainforest
Der Rainforest-Bereich zeigt Bewohner des tropischen Regenwalds aus Südamerika und Afrika.
Tiere:
- Azara-Aguti
- Baumhöhlen-Krötenlaubfrosch
- Berberaffe
- Biberratte
- Bolivianischer Totenkopfaffe
- Bongo
- Brasilianische Riesenvogelspinne
- Sichler
- Capybara
- Chaco-Guan
- Chinesischer Muntjak
- Darwinnandu
- Dunkelkusimanse
- Erdbeerfröschchen
- Flachlandtapir
- Gelbbrust-Kapuziner
- Gelbbrust-Pfeifgans
- Goldbaumsteiger
- Goldenes Löwenäffchen
- Grauflügel-Trompetervogel
- Große Anakonda
- Großer Ameisenbär
- Guppy
- Kuhreiher
- Picazurotaube
- Pinselohrschwein
- Punaente
- Punasichler
- Rosalöffler
- Rotbauchtamarin
- Roter Brüllaffe
- Roter Sichler
- Rotfußseriema
- Rotgesichtklammeraffe
- Rotschulterente
- Schopfmangabe
- Schrecklicher Pfeilgiftfrosch
- Schwarzzügelibis
- Sonnenralle
- Sonnensittich
- Spießente
- Trinidadguan
- Waldhund
- Weißbartpekari
- Weißgesichtsseidenäffchen
- Weißkopfsaki
- Westlicher Flachlandgorilla
- Zwergflusspferd

## Savanna
Bei einem Besuch des künstlich angelegten Territoriums von Savanna findet sich der Besucher in der afrikanischen Steppe wieder.
Tiere:
- Abdimstorch
- Afrikanischer Strauß
- Afrikanischer Wildhund
- Breitmaulnashorn
- Erdmännchen
- Großer Kudu
- Großohrfuchs
- Hagedasch
- Hartmann-Bergzebra
- Helmperlhuhn
- Höckerglanzgans
- Löwe
- Rothschild-Giraffe
- Schwarzkopfweber
- Springbock
- Weißschwanz-Stachelschwein

## DinoDome

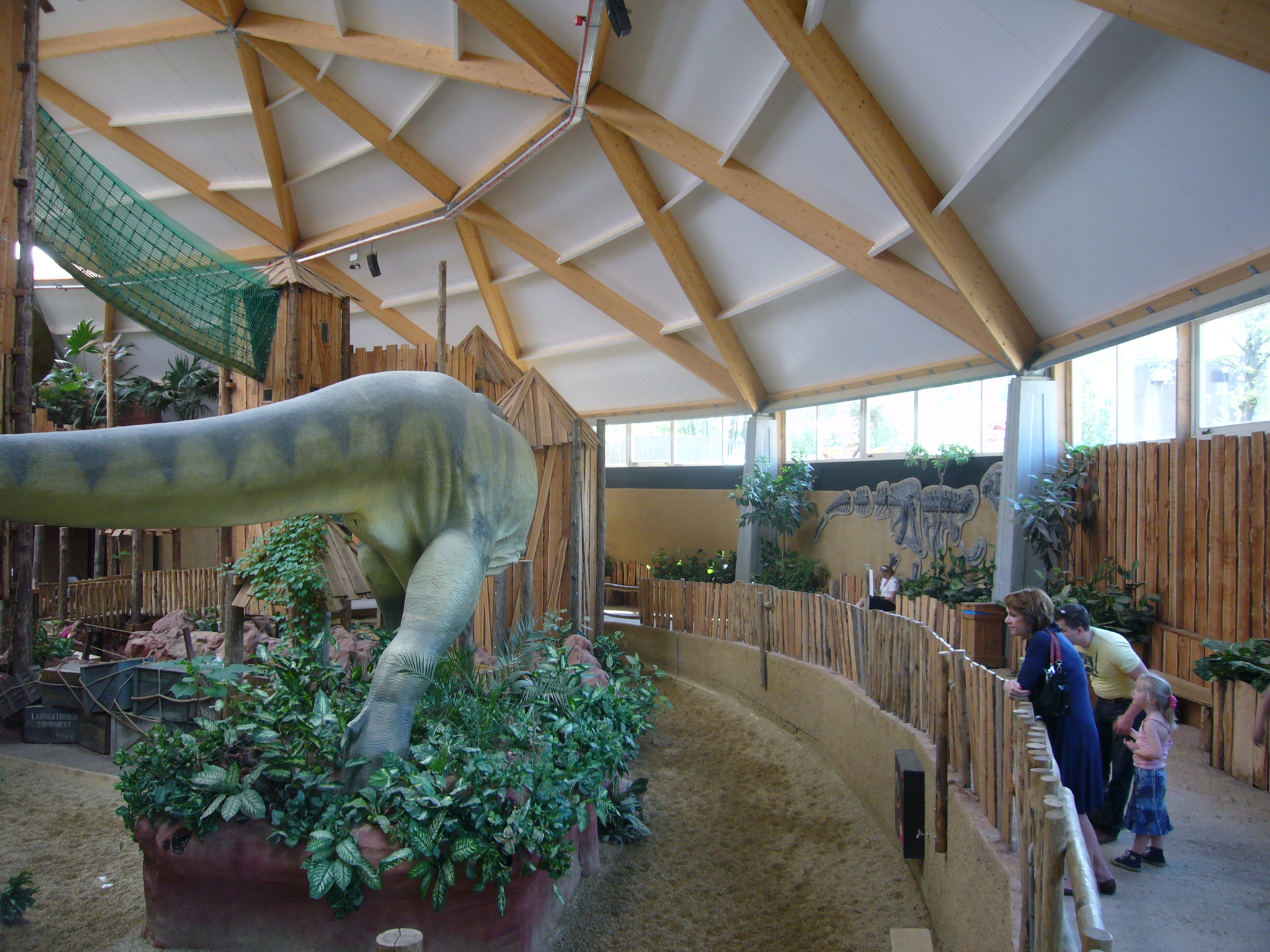
Indoor-Spielpatz DinoDome

Seit 2009 hat der Tierpark den DinoDome, einen Indoor-Spielplatz. Das von den Arc2 Architekten aus Almere entworfene Gebäude zeichnet sich durch eine hölzerne geodätische Kuppel aus. Mit einer Fläche von 2.500 Quadratmetern ist es Europas größter Indoor-Spielplatz (2009).

## Zukunft
Der neue Park plant im Laufe der nächsten Jahre trotz der großen Investitionen seit der Eröffnung weitere Neuanlagen (zum Beispiel für Robben).

## Verkehr
Man erreicht den Tierpark mit dem Auto über den Buitenring Parkstad Limburg N300.